# Martin Lauer
Martin Lauer (Keulen, 2 januari 1937 – 6 oktober 2019) was een Duitse atleet, een olympisch kampioen en nadien een schlagerzanger.

## Sportcarrière
Martin Lauer was een 1,86 m grote en 76 kg wegende atleet, lid van sportvereniging ASV Köln. Hij had successen als tienkamper, sprinter en als hordeloper op de 110 m horden. Hij werd zestienmaal Duits kampioen in deze discipline. Bij de Olympische Spelen van 1956 in Melbourne werd hij vierde op de 110 m horden en vijfde op de tienkamp. In juli 1959 speelde hij het in het Züricher Letzigrund klaar om binnen drie kwartier in twee wedstrijden drie wereldrecords te vestigen: 13,2 s op de 110 en 120 yd (109,73 m) horden en 22,5 s over 200 m horden. Na de eerste wedstrijd had de Amerikaan Willie May verzocht om een revanche. Het wereldrecord over de 110 m horden hield stand tot 6 juli 1973.
Lauer vertrok in 1960 naar de Olympische Spelen in Rome met gezondheidsklachten, een ontsteking in het enkelgewricht, en moest bij twee disciplines verstek laten gaan. Doch zijn paradepaardje, de 110 m horden, liet hij niet voorbij gaan en hij werd prompt vierde. Op de 4 x 100 m estafette won hij samen met Bernd Cullmann, Armin Hary en Walter Mahlendorf de gouden medaille en verbeterde het viertal tevens het wereldrecord.

## Ziekte
In zijn geboortestad Keulen ging Lauer na de Olympische Spelen in 1960 in medische behandeling. Wegens het aankomend examen in München, waar hij machinebouw studeerde, werden hem drie injecties voorgeschreven. Een niet steriele spuit zorgde voor een bloedvergiftiging en een bijna-amputatie van zijn been. Hij moest derhalve bijna een jaar in het ziekenhuis verblijven, wat het einde van zijn carrière betekende. In deze tijd verongelukte ook zijn toenmalige vriendin na een bezoek aan het ziekenhuis op de snelweg bij Augsburg, samen met zijn broer Fredy, die jaren later aan de gevolgen van het ongeluk overleed.
De medische fout en de daaruit vloeiende behandelingen en het aangespannen proces tegen het ziekenhuis brachten hem in financiële problemen. Om hieruit te geraken besloot hij songteksten te gaan schrijven. Hij was bekend als zingende sportman en had altijd een gitaar onder de arm. Volledig uitgeput door het juridisch gevecht met het ziekenhuis stemde hij toe met een schikking van DM 45.000,-, die echter niet kostendekkend was.

## Muziekcarrière
Nog tijdens zijn ziekenhuisverblijf stuurde Lauer een muziekband met opnamen aan de muziekproducent en textschrijver Kurt Feltz, die laaiend enthousiast was over het opgenomen materiaal. Hij bood hem na zijn ziekenhuisontslag een contract aan bij het platenlabel Polydor. Kort daarna bracht Lauer zijn eerste single Sacramento en andere nummers uit, waarmee hij tot 1966 regelmatig in de Duitse hitlijsten vertegenwoordigd was. In totaal werden van zijn platen ongeveer zes miljoen geluidsdragers verkocht, waaronder Taxi nach Texas, Die letzte Rose der Prairie, en Wenn ich ein Cowboy wär. Ook trad hij op in meerdere tv-shows met o.a. Lou van Burg, Udo Jürgens en Peter Alexander.

## Andere beroepen
Tijdens de Olympische Spelen van 1964 in Tokio was hij werkzaam als journalist. Nadat hij zijn machinebouwstudie als gediplomeerd ingenieur had beëindigd, werkte hij als specialist voor de natriumkoeling voor kernreactoren. Tevens werkte hij mee aan het ontwerp van de eerste microcomputer. Hij was medeverantwoordelijk voor de invoering van de elektronische tijdmeting bij de Olympische Spelen in München in 1972. Andere activiteiten waar hij zich mee bezighield, waren de bedrijfsleiding van een participatiefirma en als bedrijfsadviseur en columnist bij meerdere kranten. In 1973 ging hij werken bij Triumph-Adler en vanaf 1976 als zaakwaarnemer. Van 1983 tot 1986 was hij leider van het project Computer en Bureautechniek voor Quelle. Van 1986 tot 1988, het jaar van zijn pensionering, werkte hij weer bij Triumph-Adler. Jarenlang was hij medeorganisator bij het internationaal bekende Sportfest des ASV Köln.

## Privéleven
Martin Lauer was gehuwd en woonde sinds de afsluiting van zijn studie in Lauf an der Pegnitz. Hij heeft een zoon en een dochter. Zijn zoon is atleet bij Quelle Fürth. Lauer zette zich bij atletiekvereniging LG Lauf-Pegnitzgrund in voor de jeugdafdeling. In zijn woonplaats was hij lid van de gemeenteraad.

## Discografie

### Singles A/B-kant
- 1962: Sacramento/Ich gab mein Herz
- 1962: Die letzte Rose der Prärie/Die blauen Berge
- 1963: Wenn ich ein Cowboy wär'/Laß mich geh’n Madeleine
- 1963: Jim und Joe (Zwei Paar Schuh)/Geh nicht mit
- 1963: Am Lagerfeuer/Leider
- 1964: Sein bestes Pferd/Pferde und Sättel
- 1964: Taxi nach Texas/Ich kenn' die Welt
- 1965: John Brown's Baby/King John
- 1965: Silver Dollars/Das ist die große Straße
- 1966: Roll 'em Over (Er trifft immer genau)/Cowboy Lady
- 1966: Mamutschka/Oh, Serenader
- 1967: Beat und rote Rosen/Mein Darling
- 1967: Rosen ohne Dornen/Du bist wunderbar
- 1968: Rosen und Küsse/Rosenrot
- 1968: Anfangs tut es immer weh/Wo ist die lebenslängliche Begleiterin

### Lp's
- 1985: Taxi nach Texas

### Cd's
- 1989: Taxi nach Texas

## Onderscheidingen
- 1959: Sportman van het jaar
- 2008: Bayerischen Sportpreis in de categorie Sportliches Lebenswerk
- 2011: Opname in de Hall of Fame van de Duitse sport.

## Sportieve successen
- Acht Duitse jeugdkampioenstitels, waarvan vijf op een eigen kampioenschap
- 17 Duitse kampioenschappen in verschillende disciplines (110 m horden, 200 m horden, tienkamp, 4×100 m estafette)
- In 1958 werd hij Europees kampioen over 110 m horden.
- 7 Juli 1959: twee wereldrecords in het Züricher Letzigrund.
- Op 29 en 30 augustus 1959 stelde Martin Lauer in Düsseldorf met 7955 punten een Duits tienkamprecord bij de Duitse kampioenschappen op
- 1960 De gouden medaille met de Duitse 4×100 m estafette bij de Olympische Spelen in Rome

1912: Jacobs, Macintosh, d'Arcy, Applegarth ·
1920: Paddock, Scholz, Murchison, Kirksey ·
1924: Clarke, Hussey, Leconey, Murchison ·
1928: Wykoff, Quinn, Borah, Russell ·
1932: Kiesel, Toppino, Dyer, Wykoff ·
1936: Owens, Metcalfe, Draper, Wykoff ·
1948: Ewell, Wright, Dillard, Patton ·
1952: Smith, Dillard, Remigino, Stanfield ·
1956: Murchison, King, Baker, Morrow ·
1960: Cullmann, Hary, Mahlendorf, Lauer ·
1964: Drayton, Ashworth, Stebbins, Hayes ·
1968: Greene, Pender, Smith, Hines ·
1972: Black, Taylor, Tinker, Hart ·
1976: Glance, Jones, Hampton, Riddick ·
1980: Moeravjov, Sidorov, Prokofjev, Aksinin ·
1984: Graddy, Brown, Smith, Lewis ·
1988: Bryzgin, Krylov, Moeravjov, Savin ·
1992: Marsh, Burrell, Mitchell, Lewis ·
1996: Esmie, Gilbert, Surin, Bailey ·
2000: Drummond, Williams, Lewis, Greene ·
2004: Gardener, Campbell, Devonish, Lewis-Francis ·
2008: Bledman, Burns, Callender, Thompson ·
2012: Carter, Frater, Blake, Bolt ·
2016: Powell, Blake, Ashmeade, Bolt ·
2020: Desalu, Jacobs, Patta, Tortu ·
2024: Brown, Blake, Rodney, De Grasse
- Gemeinsame Normdatei: 121132641
- World Athletics: 14347599
- International Standard Name Identifier: 0000 0000 5538 0451
- Library of Congress Control Number: no2007029324
- MusicBrainz: 08b9bb3c-598a-480a-8882-94299fc27a0b
- Virtual International Authority File: 35304222
- WorldCat: E39PBJrKPmgMkgWWrJqFDHbDbd